# Politický systém Polska

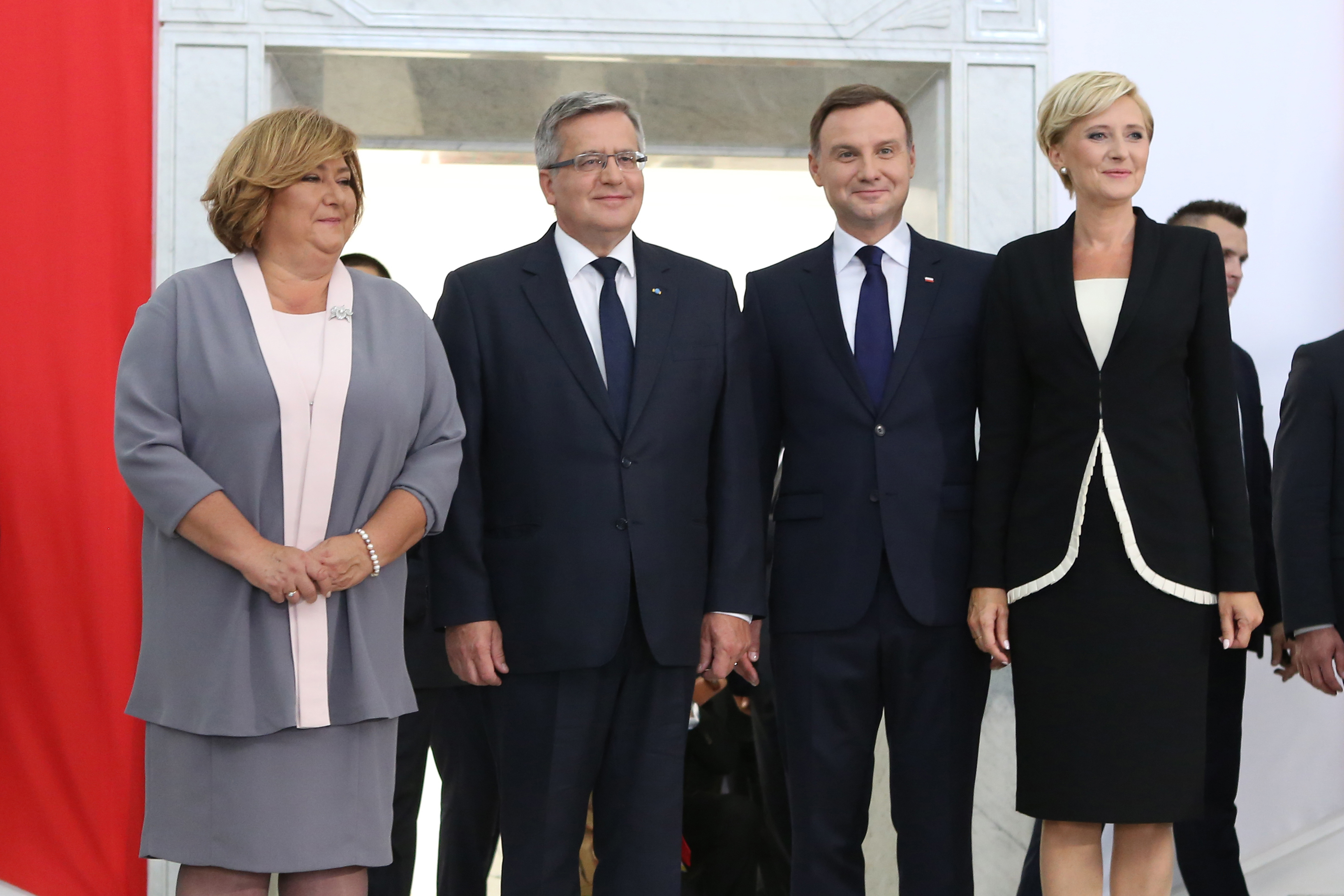
Zleva: Anna Komorowska se svým mužem Bronisławem Komorowskim, Andrzej Duda se svojí chotí Agatou Kornhauserovou-Dudou v polském Sejmu

Polská republika (zkratkou PR) je zastupitelskou demokracií, parlamentní republikou s vícestranickým systémem, kde občané volí přímo
- prezidenta PR jako hlavu státu,
- parlament PR jako zákonodárný sbor a
- zastupitele vojvodství a obcí.

Polský parlament (celým názvem Parlament Polské republiky, polsky Parlament Rzeczypospolitej Polskiej je od roku 1989 opět dvoukomorový a tvoří ho:
- dolní komora – Sejm PR s 460 poslanci a
- horní komora – Senát PR má 100 senátorů.

Sejm zejména rozhoduje o vládě a rozpočtu, vyslovuje vládě důvěru. Vyslovit nedůvěru může pouze konstruktivně.
Společné zasedání celého parlamentu (obou komor) se nazývá Národní shromáždění Polské republiky.

## Volební systém
Poslanci Sejmu i senátoři jsou voleni na společné čtyřleté volební období.
Do Sejmu platí poměrný volební systém ve 41 vícemandátových volebních obvodech s pětiprocentní volební klauzulí (8 % pro koalice).
Senátoři jsou voleni systémem relativní většiny, kdy v každém ze 100 jednomandátových volebním obvodů připadne mandát kandidátovi s největším počtem platných obdržených hlasů.
Do parlamentních voleb 2011 se volba senátorů odehrávala ve 40 vícemandátových volebních obvodech (počet mandátů 2–4) podle blokového hlasování, každý volič měl tolik hlasů kolik se v obvodu volilo senátorů a tyto své hlasy nemohl kumulovat (tj. odevzdat je např. jednomu kandidátovi).
Prezident je volen přímo podle dvoukolového absolutně většinového systému na 5 let, kandidát na prezidenta musí být polský občan starší 35 let a musí předložit 100 tisíc podpisů podporující jeho kandidaturu.